# Netlib
Netlib ist eine Programmbibliothek zum wissenschaftlichen Rechnen, die von AT&T, den Bell Laboratories, der University of Tennessee und dem Oak Ridge National Laboratory unterhalten wird. Netlib umfasst eine große Anzahl unterschiedlicher Programme und Programmbibliotheken. Der meiste Code ist in Fortran geschrieben.

## Geschichte
Das Projekt begann 1980 mit der Verteilung von E-Mails im UUCP, Arpanet und im CSNET.
Die Code-Basis von Netlib wurde zu einer Zeit geschrieben, als Software noch keine Handelsware war. Daher gibt es für die meisten Programme keine Lizenzvereinbarungen. Ein Großteil des Codes wurde von Mitarbeitern der US-Regierung geschrieben und ist daher gemeinfrei. Dies trifft auch auf SLATEC zu. Die Lizenz mancher anderer Packages ist nicht endgültig klar.
Netlib ist vom Guide to Available Mathematical Software indiziert.

## Inhalte
Bekannte Pakete aus Netlib sind:
- AMPL Solver Library (ASL)
- Basic Linear Algebra Subprograms (BLAS)
- EISPACK
- LAPACK
- LINPACK
- MINPACK
- QUADPACK

Das SLATEC-Paket beinhaltet weitere Pakete, wie BLAS und LINPACK.

## Anderes
- NetLib ist auch der Name einer Firma, die Datenbankverschlüsselungssoftware vertreibt.

## Andere Projekte
- GNU Scientific Library (GSL), geschrieben in C und unter der GNU General Public License veröffentlicht.